# Ute (Vorname)
Ute ist ein weiblicher Vorname.

## Herkunft und Bedeutung des Namens
Ute ist ein weiblicher Vorname althochdeutschen Ursprungs. Die ursprüngliche Form ist (älter) Oda  beziehungsweise (jünger) Uota. Der Name wird hergeleitet von ot „Besitz, Erbe“.

## Namenstag
- 20. Januar
- 1. März
- 27. November (Hl. Oda von Brabant)
- 3. Oktober

## Verbreitung
Der Name Ute war Anfang des 20. Jahrhunderts kaum gebräuchlich in Deutschland. In den dreißiger Jahren wurde er dann immer populärer. In den Fünfzigern und Anfang der Sechziger war der Name einige Male unter den zehn häufigsten weiblichen Vornamen des jeweiligen Jahrgangs. Anfang der Siebziger ging seine Popularität stark zurück. Seit Mitte der Achtziger ist der Name kaum noch gebräuchlich.

## Varianten
- männlich: Otto
- weiblich: Uta, Utta, Ude, Oda
- Der weibliche Vorname Urte ist keine Variante von Ute.

## Namensträgerinnen

### Einzelname
- Ute ist eine Nebenfigur des Nibelungenlieds, siehe hierzu Ute (Nibelungen), und im Jüngeren Hildebrandslied die Frau Hildebrands, des Waffenmeisters von Dietrich von Bern.
- In der Kudrun ist sie die Frau des Königs Gêr, bzw. Utes und Gêrs Tochter.

### Vorname

#### A
- Ute Albrecht, auch: Ute Albrecht-Lovell (* ?), deutsche Filmeditorin und Regisseurin
- Ute Angerhoefer (* 1937), deutsche Pädagogin
- Ute Apfelbeck (* 1943), österreichische Politikerin (FPÖ) und MTA

#### B
- Ute Badura (* 1957), deutsche Filmautorin, Kamerafrau und Regisseurin
- Ute Bales (* 1961), deutsche Schriftstellerin
- Ute Bartelt (* ≈1975), deutsche Archäologin für Ur- und Frühgeschichte
- Ute Meta Bauer (* 1958), Gründungsdirektorin des Centre for Contemporary Art in Singapur
- Ute Baum (1937–2024), deutsche Germanistin, Literaturwissenschaftlerin, Übersetzerin und Dramaturgin
- Ute Baum (* 1970), deutsche Opernsängerin (Sopran)
- Ute Baur-Timmerbrink (* 1946), österreichisches Besatzungskind
- Ute Behrend (* 1961), deutsche Fotografin
- Ute Berg, geb. Fischer (* 1953), deutsche Politikerin (SPD)
- Ute Berling (* 1957), deutsche Schlagersängerin
- Ute Bertram (* 1961), deutsche Bankfachwirtin und Politikerin (CDU)
- Ute Blaich (1939–2004), deutsche Redakteurin, Herausgeberin und Kinderbuchautorin
- Ute Bock (1942–2018), österreichische Erzieherin, Flüchtlingshelferin und Menschenrechtsaktivistin
- Ute Bönnen (* 1957), deutsche Journalistin und Dokumentarfilmregisseurin
- Ute Boy (1938–2014), deutsche Schauspielerin und Fernsehansagerin
- Ute Bress (* 1936), deutsche Politikerin (FDP)
- Ute Bromberger (1937–2004), deutsche Journalistin und ehemalige Leiterin des NDR-Frauenfunks
- Ute Brucker (* 1967), deutsche Fernsehjournalistin und Moderatorin
- Ute Brückner (* 1959), deutsche Schwimmerin
- Ute Büchter-Römer (* 1946), Professorin am Institut für Musikpädagogik an der Universität zu Köln

#### C
- Ute Cantera-Lang (* 1974), Übersetzerin
- Ute Christensen, geb. Schernau (* 1955), deutsche Schauspielerin
- Ute Claussen (* 1962), deutsche Informatikerin
- Ute Cremer (* 1952), deutsche Schauspielerin

#### D
- Ute Daniel (* 1953), deutsche Historikerin
- Ute Deichmann (* 1951), deutsche Wissenschaftshistorikerin und Biologin
- Ute Diehl (* 1944), deutsche Regisseurin, Produzentin und Drehbuchautorin
- Ute Dix, verh. Zillmann (* 1955), deutsche Eisschnellläuferin
- Ute Dreckmann (* 1950), deutsche Politikerin (FDP)

#### E
- Ute Eberl (* 1961/62), deutsche römisch-katholische Theologin
- Ute Eiling-Hütig, geb. Eiling (* 1967), deutsche Politikerin (CSU)
- Ute Eisinger (* 1964), österreichische Dichterin, Übersetzerin und Lektorin
- Ute Engelhardt (* 1956), deutsche Sinologin und Fachautorin (TCM)
- Ute Enzenauer (* 1965), deutsche Radsportlerin und Weltmeisterin
- Ute Erb (* 1940), deutsche Schriftstellerin, Lyrikerin und Übersetzerin
- Ute Erdsiek-Rave (* 1947), deutsche Politikerin (SPD)
- Ute Eskildsen (* 1947), deutsche Fotografin, Fotohistorikerin und Kuratorin

#### F
- Ute Fiedler (* 1961), deutsche Theaterschauspielerin und Dramaturgin
- Ute Finckh-Krämer (* 1956), deutsche Politikerin (SPD) und Pazifistin
- Ute Fischer (* 1943), deutsche Politikerin (SPD)
- Ute Fitz, geb. Koska (* vor 1944), deutsche Schauspielerin und Souffleuse
- Ute Frank (* 1952), deutsche Architektin und emeritierte Universitätsprofessorin
- Ute Freudenberg (* 1956), deutsche Pop- und Schlagersängerin
- Ute Freund (* 1965), deutsche Kamerafrau
- Ute Frevert (* 1954), deutsche Historikerin
- Ute Frieling-Huchzermeyer (* 1958), deutsche Journalistin (Landlust)

#### G
- Ute Gebhardt (* 1963), deutsche Fernsehjournalistin, Regisseurin und Autorin
- Ute Georgi, geb. Sturm (1943–2010), deutsche Politikerin (FDP)
- Ute Gerhard (* 1939), deutsche Soziologin
- Ute Gerhard (1947–1987), deutsche Schauspielerin
- Ute Geweniger (* 1964), deutsche Schwimmsportlerin
- Ute Granold, geb. Leist (* 1955), deutsche Politikerin (CDU)
- Ute Gröschel-Stewart, geb. Gröschel (1932–2017), deutsche Biologin
- Ute Gruenwald (* 1943), zeitgenössische deutsch-amerikanische Malerin
- Ute Güster (* 1957), deutsche Taekwondoin
- Ute Guzzoni (* 1934), deutsche Philosophin

#### H
- Ute Haak (* 1966), deutsche Leichtathletin
- Ute Haese (* 23. März 1958 in Kiel), deutsche Schriftstellerin
- Ute Hamelmann (* 1975), deutsche Cartoonistin und Bloggerin
- Ute Hankers, verh. von Schleinitz (* 1965), deutsche Volleyballspielerin
- Ute Hannig (* 1972), deutsche Schauspielerin
- Ute Hartwich (* 1969), deutsche Trompeterin
- Ute Hasse (* 1963), deutsche Schwimmerin
- Ute Hedicke (* 1952), deutsche Leichtathletin
- Ute Hochgrebe (1931–2004), Kommunalpolitikerin (SPD)
- Ute Hofmann-Auhagen (* ?), deutsche Unternehmerin
- Ute Hommola (* 1952), deutsche Leichtathletin
- Ute Höpfner (* 1979), deutsche Yngling-Seglerin

#### J
- Ute Jung (* 1970), deutsche Richterin
- Ute Jung-Kaiser, geb. Jung (* 1942), deutsche Musikwissenschaftlerin

#### K
- Ute Katharina Kampowsky (* 1979), deutsche Schauspielerin
- Ute Kannenberg (* 1941), deutsche Schlagersängerin; siehe Tanja Berg
- Ute Keil (* 1946), deutsche Kinderbuchautorin
- Ute Kellner, verh. Stanggassinger (* 1969), deutsche Volleyballspielerin
- Ute Kittelberger (1958–2021), deutsche Schauspielerin und Model
- Ute Klophaus (1940–2010), deutsche Fotografin
- Ute Koczy (* 1961), deutsche Politikerin (B’90/Grüne)
- Ute Köngeter (* 1941), deutsche Bildende Künstlerin
- Ute König (* 1960), deutsche Diplomatin
- Ute Kostrzewa, verh. Meyer (* 1961), deutsche Volleyballspielerin
- Ute Krause (* 1960), deutsche Schriftstellerin, Drehbuchautorin, Regisseurin und Illustratorin
- Ute Krautkremer (* 1958), deutsche Bildhauerin, Malerin und Objektkünstlerin
- Ute Kumpf (* 1947), deutsche Politikerin (SPD)

#### L
- Ute Langanky (* 1957), deutsche Malerin und Fotografin
- Ute Lange (* 1960), Professorin für Hebammenwissenschaft an der Hochschule für Gesundheit in Bochum
- Ute Langenau (* 1966), deutsche Volleyballspielerin
- Ute Lauterbach (* 1955), deutsche Sachbuchautorin
- Ute Lawrentz (* ?), deutsche Journalistin und Fernsehmoderatorin
- Ute Lemper (* 1963), deutsche Musicaldarstellerin, Chansonsängerin und Schauspielerin
- Ute Leukert (* 1954), deutsche Lyrikerin, Theologin sowie Frauen- und Bürgerrechtlerin
- Ute Liepold (* 1965), österreichische Regisseurin und Autorin
- Ute Lix (* 1965), deutsche Mittelstreckenläuferin
- Ute Lubosch (* 1953), deutsche Schauspielerin
- Ute Luig (* 1944), deutsche Ethnologin
- Ute Lukasch (* 1961), deutsche Politikerin (Die Linke)

#### M
- Ute Mager (* 1962), deutsche Rechtswissenschaftlerin
- Ute Mahler (* 1949), deutsche Fotografin
- Ute Menzel (* 1963), deutsche Theaterschauspielerin
- Ute Margarete Meyer (* 1963), deutsche Architektin
- Ute Mittelstädt, verh. Losert (* 1940), deutsche Tischtennisspielerin
- Ute Mora, verh. Mora-Lindert (1945–2003), deutsche Schauspielerin
- Ute Mückel (* 1967), deutsche Triathletin

#### N
- Ute Naue, auch: Ute Großmann, Ute Naue-Müller (* 1960), deutsche bildende Künstlerin
- Ute Nestler, verh. Kühne (* 1960), deutsche Skilangläuferin
- Ute Niziak (* 1982), deutsche Biathletin
- Ute Noack (* 1943), deutsche Schwimmerin
- Ute Noack, verh. Lindner (* 1961), deutsche Skilangläuferin

#### O
- Ute Oberhoffner (* 1961), deutsche Rennrodlerin
- Ute Ohoven, geb. Ute-Henriette Ulmer (* 1946), deutsche UNESCO-Sonderbotschafterin
- Ute Osterkamp, verh. Holzkamp-Osterkamp (* 1935), deutsche Psychologin

#### P
- Ute Pape (* 1949), deutsche Politikerin (SPD)
- Ute Passarge (* 1962), deutsche Religionslied-Autorin und Journalistin
- Ute Plambeck (* 1962), deutsche Managerin
- Ute Planert (* 1964), deutsche Historikerin und Hochschullehrerin
- Ute Pleuger (* 1956), deutsche Künstlerin

#### Q
- Ute Quast (* 1934), deutsche Medizinerin und Sachbuchautorin

#### R
- Ute Rettler (* 1961), Direktorin des Bundesrates
- Ute Richter (Leichtathletin) (* 1958), deutsche Speerwerferin
- Ute Rohrbeck (* 1962), deutsche Schauspielerin, Synchronsprecherin und Hörspielsprecherin
- Ute Rührold (verh. Ute Klawonn; * 1954), deutsche Rodlerin

#### S
- Ute Sacksofsky (* 1960), deutsche Juristin
- Ute Sander (* 1967), deutsches Fotomodell und Schauspielerin
- Ute Schaeffer (* 1968), deutsche Journalistin
- Ute Schäfer (* 1954), deutsche Politikerin (SPD)
- Ute Schäfer (* 1967), deutsche Triathletin, Duathletin und mehrfache Deutsche Meisterin
- Ute Schall (* 1947), deutsche Autorin
- Ute Scheffler (* 1944), deutsche Politikerin (B’90/Grüne)
- Ute Scheub (* 1955), deutsche Publizistin, Politologin und Autorin
- Ute Schildt (* 1957), deutsche Politikerin (SPD)
- Ute Schiran, geb. Siebauer-Breböck (1946–2013), deutsche Autorin
- Ute Schmid (* 1964), deutsche Politikerin (B’90/Grüne)
- Ute Schmid (* 1965), deutsche Informatikerin und Psychologin
- Ute Schmidt (* 1943), deutsche Historikerin und Politologin
- Ute Schmidt (* 1958), deutsche Schauspielerin
- Ute Schmiedel (* 1965), deutsche Biologin
- Ute Schneider (* 1960), deutsche Neuzeithistorikerin
- Ute Schüren (* 1963), deutsche Altamerikanistin und Ethnologin
- Ute Schwager, geb. Wetzig (* 1971), deutsche Wasserspringerin
- Ute Schwens (* 1959), deutsche Bibliothekarin
- Ute Seelbach, verh. Melcher (* 1941), deutsche Badmintonspielerin
- Ute Karen Seggelke (* 1940), deutsche Fotografin und Autorin
- Ute Singer, geb. Krummenast (Künstlername Claudia Jung, * 1964), deutsche Schlagersängerin, Schauspielerin und Politikerin
- Ute Späte (* 1961), deutsche Schachspielerin
- Ute Stange, gesch. Wagner, verh. Schell (* 1966), deutsche Ruderin
- Ute Starke, verh. Kahlenberg (* 1939), deutsche Turnerin
- Ute Steilmann (* 1968), deutsche Betriebswirtin und Textilunternehmerin
- Ute Steindorf (* 1957), ehemalige Ruderin
- Ute Steppin, geb. Oldenburg (* 1965), deutsche Volleyballspielerin
- Ute Streiter (* 1973), österreichische Triathletin

#### T
- Ute Taedke (* ?), deutsche Tischtennisspielerin
- Ute Tauscher (* 1962), deutsche Schlagersängerin; siehe Ute & Jean
- Ute Thimm, geb. Finger (* 1958), deutsche Leichtathletin
- Ute Tietje (* 1949), deutsche Journalistin und Autorin

#### V
- Ute Verhoolen (1948–2013), deutsche Journalistin, Moderatorin und Fernsehansagerin
- Ute Verstegen (* 1970), deutsche Christliche Archäologin
- Ute Vinzing (* 1936), deutsche Opernsängerin (Sopran) und Kammersängerin
- Ute Vogt (* 1964), deutsche Politikerin (SPD)
- Ute Völker (* 1963), deutsche Akkordeonistin der neuen Improvisationsmusik

#### W
- Ute Wedemeier, geb. Flämig (* 1948), deutsche Sozialpolitikerin (SPD)
- Ute Welty (* 1964), deutsche Journalistin
- Ute Wenzel, geb. Kitz (* 1942), deutsche Rollkunstläuferin und Trainerin
- Ute Wessel, geb. Kircheis (* 1953), deutsche Florettfechterin
- Ute Wieckhorst (* 1971), deutsche Schauspielerin und Schauspieldozentin
- Ute Wiedemann (* 1954), deutsche Politikerin (SPD)
- Ute Wieland (* 1957), deutsche Regisseurin und Drehbuchautorin
- Ute Wild, verh. Nötzel (* 1965), deutsche Ruderin
- Ute Willing (* 1958), deutsche Schauspielerin und Regisseurin

#### Z
- Ute Zimmer (* ?), deutsche Amateurastronomin
- Ute Zingelmann (* 1940), Fernsehansagerin des ZDF